# Verduno
Verduno é uma comuna italiana da região do Piemonte, província de Cuneo, com cerca de 513 habitantes. Estende-se por uma área de 7 km², tendo uma densidade populacional de 73 hab/km². Faz fronteira com Bra, La Morra, Roddi, Santa Vittoria d'Alba.